# Czahrów
Czahrów (ukr. Чагрів, Czahriw) – wieś na Ukrainie, w obwodzie iwanofrankiwskim, w rejonie rohatyńskim. W 2001 roku liczyła 827 mieszkańców. 
W II Rzeczypospolitej wieś w powiecie rohatyńskim województwa stanisławowskiego. W latach 1943–1944 nacjonaliści ukraińscy z OUN-UPA zamordowali tutaj 6 Polaków, w tym lekarza dr Łukasza Czarnockiego.